# Karl Johan Åström
Karl Johan Åström (* 5. August, 1934 in Östersund) ist ein schwedischer Physiker und Mathematiker. Seine Arbeitsgebiete sind Technische Physik, Kontrolltheorie und Regelungstechnik.

## Leben
Karl Johan Åström wurde am 5. August 1934 in Östersund, Schweden, geboren.
Er erreichte 1957 den M.Sc. in technischer Physik und 1960 den Ph.D. in Kontrolltheorie (Mathematik) an der Königlich Technischen Hochschule (KTH), Stockholm.
Von 1955 bis 1960 hatte Åström Lehraufträge an verschiedenen Abteilungen der KTH inne, gleichzeitig arbeitete er an der Entwicklung einer Trägheitsführung für das Forschungsinstitut für Landesverteidigung (Försvarets forskningsanstalt, FOA) in Stockholm. Er trat 1961 dem IBM Nordic Laboratory bei, um an Theorie und Anwendungen der computergestützten Prozesssteuerung zu forschen. Er arbeitete 1962 und 1963 als Gastwissenschaftler an den IBM Research Laboratories in Yorktown Heights (NY) und San José an optimaler und stochastischer Kontrolle.
Nach seiner Rückkehr nach Schweden war er für Systeme zur Computersteuerung von Papiermaschinen verantwortlich. 1965 wurde Åström als Professor auf den Lehrstuhl für Automatische Steuerung am Lund Institute of Technology (Universität Lund) berufen. Er hatte danach Gastaufenthalte an vielen Universitäten in den USA, Europa und Asien. Er hat fünf Monographien geschrieben, an mehreren anderen Büchern mitgewirkt und hält drei Patente.
1987 wurde ihm vom Institut National Polytechnique de Grenoble die Ehrendoktorwürde verliehen; 1993 erhielt er die IEEE Medal of Honor „für grundlegende Beiträge zur Theorie und Anwendung adaptiver Regelungstechnik“.
Åström ist verheiratet und hat zwei Kinder.

## Werke (Auswahl)
- Introduction to Stochastic Control Theory. Academic Press, 1970; Dover Books on Electrical Engineering, 2006, ISBN 0-486-44531-3.
- Adaptive Control. Mit B Wittenmark. Addison-Wesley, 1989, ISBN 0-201-09720-6.
- Adaptive control, filtering, and signal processing, Springer, 1995, ISBN 0-387-97988-3.
- Computer-controlled Systems, Theory and Design. Mit B Wittenmark. Prentice Hall, 1996; Dover, 2011, (IFAC Auszeichnung für die erste Edition, 1993) ISBN 0-486-48613-3.
- PID controllers [theory, design, and tuning]. Mit T. Hägglund, 1995, ISBN 1-55617-516-7.
- Advanced PID Control. Mit T. Hägglund, ISA, 2005, ISBN 1-55617-942-1.
- Feedback Systems: An Introduction for Scientists and Engineers. Mit R. Murray. Princeton University Press, 2008, (IFAC Textbook award, 2011) 2nd Ed. 2021, ISBN 0-691-19398-3.
- Bicycle Dynamics and Control, 2005

## Auszeichnungen
- Rufus Oldenburger Medal (ASME, 1985)
- Ehrendoktorwürde (Grenoble INP, 1987)
- Quazza Medal (IFAC, 1987)
- Donald G. Fink Prize (IEEE, 1989)
- IEEE Medal of Honor, (1993)